# 辽东燕秦汉长城遗址群
辽东燕秦汉长城遗址群是指在中华人民共和国吉林省通化市浑江中段及其支流富尔江、蝲蛄河、大罗圈河两岸的山岭和沟谷隘口的一批战国、西汉时期的烽堠、障候城堡、关隘等建筑群。这些建筑群构成了一条呈连线分布、高度密集、关系紧凑的军事防御线，被认为是走向不明的秦汉辽东障塞长城遗迹中的一段。
目前已发现独立烽堠址 17 墩，疑似地点 10 余处；障堡址 11 座， 疑似地点 2 处；关隘址 2 道，加上障塞群所拱卫的 3 座大型行政类郡县城址，总数多达 40 余处。平均间隔 2.5-3公里。

## 遗址列表

### 烽燧望堠址
烽燧，汉代称烽、燧、亭、台、 烟墩，是一种是利用烽燔烟火传递军情的小型建筑，即烽火台。望堠，又称“斥候”，是一种用来守望、观察的简易建筑，即后来的瞭望台。烽燧与望堠往往配合使用，基本设置在一起。

#### 沿江狍圈沟烽墩
位于三棵榆树镇沿江村南临江阶地上，西隔富尔江与辽宁省新宾县旺清门镇孤脚山秦汉烽台相望， 距离约 4 公 里。烽墩筑于江东高丘顶部，平面呈椭圆形，土石堆筑，东西直径约 30 米，南北径约50 米，地表遗有大量火烧石、红烧土。在烽台上采集到 2 件打制石镐残段、1 件刮削器、1 件环状石器(残)和夹砂褐陶片、 泥质陶片，另在距烽台北约 700 米处“高丽城子” 遗址采集到 1 件完整的磨制玉凿、打制石镐 3 件、 夹砂红褐陶圆耳残段 1 件。 县文普队曾在这里采集过 1 件夹砂陶豆残柄等器物。

#### 庆生东山烽台
位于英额布镇庆生村东约 1 公里半山腰坡地上 ，2008 年 5 月发现。北距窑上烽墩约 6 公里，西距小都岭采铜冶铸址烽台约 5 公里，东距金斗乡砬缝村平地障城 直线距离约 3 公里。烽台呈馒头状圆形，高出地表约 4-6 米，南高北低，台顶缓平，直径约 15 米。用黄土、碎石堆筑而成，就地取材，地表遗有人为加工过的花岗岩石块，另有大盖石。 

#### 金斗西岗烽墩
位于金斗乡金斗村西岗阶地北坡上，2008 年 5 月发现。西距砬缝障堡址约 3 公里，东距小南沟障堡址约 3 公里。烽台平面呈椭圆形，土石堆筑，高约 8 米、直径约 20 米。烽台上地表采集 1 件完整的磨制石斧、2 件打制石镐残段和数件夹砂陶片。距烽台南部约 400 米西岗遗址阶地上，地表散布大量的石器、陶片，曾采集到蚌器、砚磨盘、铁器残片等器物。石器中以镐、斧、镞、石网坠、刀、凿、刮削器、磨棒等生产工具居多，1985 年县文物普查队采集的石 镐达百余件3。当地村民称早年修筑公路收费站时，挖出不少青铜兵器。 

#### 三合堡西山烽台
位于快大茂镇三合堡村西山顶，2008 年发现。 烽台北与快大茂镇河夹信烽台相望，两墩直线相距约 3 公里，东南与三合堡平顶山障城遥对，两点直线距离约 4 公里。烽台选择一呈椭圆形自然山丘之上，居高临下，四周地势陡峻，东侧残留十余米长人工挖掘的堑壕，修筑方法与通化县小南沟障堑遗址、 黎明北山障城堑壕相同。1996 年 7 月，村民在烽台山下南坡阶地边挖猪圈时发现古房址，出土一批陶器被摔毁。 

#### 大茂山烽堠群
计 3 墩，均位于快大茂镇茂山公园山上，1992 年以后陆续发现。1 号烽堠位于山顶制高点上，四 周障塞城址一览无余，1993 年为县电视差转台建筑破坏，现地表散布夹砂陶片。北距平顶山障城直线距离约 2.5 公里， 西距通化县赤柏松城址约 3 公里，东距黎明北山障城直线距离约 2.7 公里，南距河南烽台约 2 公里。2 号烽堠位于西砬头悬崖之上，台顶地势平坦，东西直径约 22 米，南北直径 约 14 米，南高约 0.5-6 米不等，台东与台南地表 有十余处长方形平台和圆形凹坑， 推测为戍卒居住址。3 号烽堠位于南砬头悬崖之上，呈圆形，东西直径约 27 米，南北直径约 25 米，烽墩被 1992 年修筑的凉亭所破坏，周边地表地层中发现有较 多遗迹、遗物分布。其中台东侧砬石下残留一处建 筑平台，有一土石混筑断垣，残长 5.5、底宽 2.6、顶宽 1 米，断层夹有数量较多的陶片、石器和带蜂眼 状的火烧石，初步判断平台为戍卒居住址，墙垣似 为防御墙门址，因破坏严重，不排除为一座依山险而筑的小型障堡可能。

#### 河南沟口烽台
位于快大茂镇河南沟门东侧孤丘上，2009 年发现。 烽台已被高压塔基完全毁坏，新修建的通灌铁路也将圆丘南部 拦腰切断。采集打制石镐、琢磨并制板状石斧、石核和夹砂褐陶、泥质陶片等。烽台东侧为蝲蛄河南岸阶地，农业学大寨期间曾出土大量石器和陶器，现为民居。 

### 汉代建筑址

#### 窑上建筑址
| 级别         | 名称             | 位置                                                              |
| ------------ | ---------------- | ----------------------------------------------------------------- |
| 大型郡县城址 | 自安山城         | 吉林省通化市江东乡自安村夹心屯北平顶山                            |
| 大型郡县城址 | 赤柏松山城       | 中国吉林省通化县快大茂镇向前村                                    |
| 大型郡县城址 | 平岗山城         |                                                                   |
| 烽燧望堠址   | 沿江狍圈沟烽墩   | 吉林省通化市通化县三棵榆树镇沿江村南临江阶地                      |
| 烽燧望堠址   | 庆生东山烽台     | 吉林省通化市通化县英额布镇庆生村东约 1 公里半山腰坡地             |
| 烽燧望堠址   | 金斗西岗烽墩     | 吉林省通化市通化县金斗乡金斗村西岗阶地北坡                        |
| 烽燧望堠址   | 三合堡西山烽台   | 吉林省通化市通化县快大茂镇三合堡村西山顶                          |
| 烽燧望堠址   | 大茂山烽堠群     | 吉林省通化市通化县快大茂镇茂山公园山上                            |
| 烽燧望堠址   | 河南沟口烽台     | 吉林省通化市通化县快大茂镇河南沟门东侧孤丘                        |
| 烽燧望堠址   | 黎明东山烽堠     | 吉林省通化市通化县快大茂镇黎明村东山顶部                          |
| 烽燧望堠址   | 湾湾川滴台岭烽台 | 吉林省通化市通化县湾湾川水电站库区北岸一伸向江中高岗之上          |
| 障候城堡     | 三合堡平顶山城址 | 吉林省通化市通化县快大茂镇三合堡村东山顶四面陡峭的平岗上          |
| 障候城堡     | 黎明北山障城     | 吉林省通化市通化县快大茂镇黎明村北山顶部                          |
| 障候城堡     | 黎明南山障堠     | 吉林省通化市通化县快大茂镇黎明村蝲蛄河南山一突起平岗顶部平台上    |
| 障候城堡     | 砬缝障堡         | 吉林省通化市通化县金斗乡砬缝村东稻田地中                          |
| 障候城堡     | 南台障城         | 吉林省通化市通化县三棵榆树镇政府南约 500 米处临河的一座平地高台上 |
| 障候城堡     | 太平沟门障城     | 吉林省通化市通化县三棵榆树镇太平沟门                              |
| 障候城堡     | 依木树障城       | 吉林省通化市通化县三棵榆树镇依木树村一队                          |
| 障候城堡     | 小倒木山障城     | 吉林省通化市通化县英额布镇小倒 木村东山顶海拔 650 米处            |
| 障候城堡     | 小南沟障堑       | 吉林省通化市通化县金斗乡政府南 约 1.5 公里处小南沟屯西山顶部北端  |
| 障候城堡     | 桦树河口障城     | 吉林省通化市二道江区桦树河口南山顶                                |
| 障候城堡     | 王八脖子障堑     | 吉林省通化市东昌区江南新区金厂镇跃进村                            |
| 关隘         | 二道沟门关隘     | 吉林省通化市二道江区鸭园镇鸭园村二道沟门屯                        |
| 关隘         | 石湖关隘         | 吉林省通化市通化县石湖镇公益村                                    |
| 汉代建筑址   | 窑上建筑址       | 吉林省通化市通化县英额布镇窑上村蝲蛄河北东侧圆丘台地上            |

## 史料记载
《史记·匈奴列传》：“燕亦筑长城，自造阳至襄平，置上谷、渔阳、右北平、辽西、辽东郡以拒胡。”
《史记·朝鲜列传》：“自始全燕时，尝略属真番、朝鲜，为置吏，筑障塞。”
《史记·秦始皇本纪》: “秦初并天下......地东至暨朝鲜， 西至临洮羌中，北据河为塞，并阴山至辽东。”
《史记·蒙恬传》：“秦已并天下，乃使蒙恬将三十万众北逐戎狄，收河南。筑长城，因地形，用制险塞，起临洮，至辽东，延袤万余里。”
《史记·朝鲜列传》：“汉兴，为其远，难守，复修辽东故塞，至浿为界，属燕。”
《汉书·赵充国传》：“自敦煌至辽东一万一千五百余里，乘塞列燧有吏卒数千人。” 
《汉书·匈奴列传》记载西汉辽东长城“起塞以来，百有余年，非皆以土垣也。或因山岩石，木柴僵落，溪谷水门，稍稍平之，卒徒筑治。” 